# André Giriat
André Giriat (* 20. August 1905 in Villeurbanne; † 11. Juli 1967 in Saint-Chamond) war ein französischer Ruderer.

## Biografie
André Giriat gewann bei den Ruder-Europameisterschaften 1931 zusammen mit Anselme Brusa und Steuermann Pierre Brunet die Goldmedaille. Im Folgejahr konnte das Trio bei den Olympischen Sommerspielen in Los Angeles im Zweier mit Steuermann die Bronzemedaille gewinnen. Außerdem gelang den drei Ruderern 1927 und 1931 der Sieg bei den Französischen Meisterschaften.
Bei seiner zweiten Olympiateilnahme 1936 in Berlin startete er zusammen mit Robert Jacquet im Doppelzweier, verpasste jedoch mit Rang vier eine Medaille. Ein Jahr zuvor hatte das Duo bei den Europameisterschaften, die ebenfalls in Berlin stattgefunden hatten, die Bronzemedaille gewonnen.